# Segunda muerte
Segunda muerte es una serie de televisión por internet española de thriller psicológico creada por Agustín Martínez para Movistar Plus+. Está producida por DLO Producciones y protagonizada por Georgina Amorós y Karra Elejalde.

## Reparto

### Principal
- Georgina Amorós como Sandra Ortiz
- Karra Elejalde como Tello Ortiz

### Secundario
- Joel Bosqued como Castro Sañudo (Episodio 1; Episodio 3 - 4)
- Veki Velilla como Rebeca Jiménez (Episodio 1 - Episodio 4)
- Paula Morado como Irene Puebla (Episodio 1 - Episodio 4)
- Aria Bedmar como Claudia Cobo (Episodio 1 - Episodio 2)
- Andrea Ros como Olalla Sañudo (Episodio 1 - Episodio 3)
- Antonio Navarro como Juan Navarro (Episodio 1 - Episodio 4)
- Maribel Salas como Marina Cobián Ramírez (Episodio 1 - Episodio 4)
- Sara Vidorreta como Alisa Cobián (Episodio 1 - Episodio 4)
- Alejandro González como Daniel "Dani" Sañudo Ortiz (Episodio 1 - Episodio 4)
- Arturo Querejeta como Jano Lavín (Episodio 1; Episodio 3)
- Fernando Guallar como Rodrigo Seitén (Episodio 2 - Episodio 3)

## Episodios
| N.º | Título                | Dirigido por  | Escrito por                    | Fecha de lanzamiento original |
| --- | --------------------- | ------------- | ------------------------------ | ----------------------------- |
| 1   | «Sandra y la montaña» | Óscar Pedraza | Agustín Martínez               | 6 de junio de 2024            |
| 2   | «La ballena»          | Óscar Pedraza | Agustín Martínez               | 6 de junio de 2024            |
| 3   | «La muda»             | Álex Rodrigo  | Isa Sánchez y Agustín Martínez | 13 de junio de 2024           |
| 4   | «La guadaña»          | Álex Rodrigo  | Isa Sánchez y Agustín Martínez | 20 de junio de 2024           |
| 5   | «Viento del norte»    | Óscar Pedraza | Agustín Martínez               | 27 de junio de 2024           |
| 6   | «La primera muerte»   | Álex Rodrigo  | Agustín Martínez               | 4 de julio de 2024            |

## Producción
El 16 de junio de 2023, Movistar Plus+ anunció que estaba preparando, junto a DLO Producciones, la serie Segunda muerte, la cual fue creada por Agustín Martínez y estaría protagonizada por Georgina Amorós y Karra Elejalde. El rodaje de la serie comenzó el 5 de septiembre de 2023 en Cantabria, principalmente en la localidad de Liérganes, y concluyó el 1 de diciembre.

## Lanzamiento y marketing
El 22 de abril de 2024, Movistar Plus+ anunció que Segunda muerte se estrenaría en la plataforma en junio de 2024. El 22 de mayo de 2024, Movistar Plus+ lanzó el tráiler de la serie y programó su estreno para el 6 de junio de 2024.